# 맷 애덤스
매슈 제임스 "맷" 애덤스(영어: Matthew James "Matt" Adams, 1988년 8월 31일 ~ )는 메이저 리그 뉴욕 메츠의 1루수다.